# Golden Globe per la migliore fotografia
Il Golden Globe per la migliore fotografia venne assegnato al miglior direttore della fotografia dalla HFPA (Hollywood Foreign Press Association). Venne assegnato dal 1948 al 1955 e nel 1963.

## Vincitori e candidati
L'elenco mostra il vincitore di ogni anno, seguito dai direttori della fotografia che hanno ricevuto una candidatura. Per ogni direttore della fotografia viene indicato il film che gli ha valso la candidatura (titolo italiano e titolo originale tra parentesi).

### 1940
- 1948
  - Jack Cardiff - Narciso nero (Black Narcissus)
- 1949
  - Gabriel Figueroa - La perla (La perla)

### 1950
- 1950
  - Bianco e nero
    - Franz Planer - Il grande campione (Champion)
    - Burnett Guffey - Tutti gli uomini del re (All the King's Men)

  - Colore
    - The Walt Disney Studios - Le avventure di Ichabod e Mr. Toad (The Adventures of Ichabod and Mr. Toad)
    - Harold Rosson - Un giorno a New York (On the Town)
- 1951
  - Bianco e nero
    - Franz Planer - Cirano di Bergerac (Cyrano de Bergerac)
    - Harold Rosson - Giungla d'asfalto (The Asphalt Jungle)
    - John F. Seitz - Viale del tramonto (Sunset Blvd.)

  - Colore
    - Robert Surtees - Le miniere di re Salomone (King Solomon's Mines)
    - Ernest Palmer - L'amante indiana (Broken Arrow)
    - George Barnes - Sansone e Dalila (Samson and Delilah)
- 1952
  - Bianco e nero
    - Franz Planer - Morte di un commesso viaggiatore (Death of a Salesman)
    - Franz Planer - I dannati (Decision Before Dawn)
    - William C. Mellor - Un posto al sole (A Place in the Sun)

  - Colore
    - Robert Surtees e William V. Skall - Quo vadis (Quo Vadis)
- 1953
  - Bianco e nero
    - Floyd Crosby - Mezzogiorno di fuoco (High Noon)
    - Hal Mohr - Letto matrimoniale (The Four Poster)
    - Sam Leavitt - La spia (The Thief)

  - Colore
    - George Barnes e J. Peverell Marley - Il più grande spettacolo del mondo (The Greatest Show on Earth)
- 1955
  - Bianco e nero
    - Boris Kaufman - Fronte del porto (On the Waterfront)

  - Colore
    - Joseph Ruttenberg - Brigadoon (Brigadoon)

### 1960
- 1963
  - Bianco e nero
    - Henri Persin, Walter Wottitz e Jean Bourgoin - Il giorno più lungo (The Longest Day)

  - Colore
    - Freddie Young - Lawrence d'Arabia (Lawrence of Arabia)